# Sueno II da Dinamarca

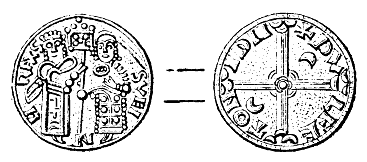
Moeda cunhada por Sueno Estridson em torno de 1050

Sueno Estridsen (em dinamarquês:  Svend Estridsen; em nórdico antigo: Sveinn Ástríðarson; c. 1019 – 28 de abril de 1076) foi rei da Dinamarca de 1047 até sua morte. Seu nome é um matronímico, derivado do nome da sua mãe, a rainha Estride Svendsdatter.